# Drumul european E602
Drumul european 602 (E602) este un drum care leagă La Rochelle de Saintes, în Franța.

## Traseu
| Franța |                     |             |                              |
|        | Traseu              |             | Intersecții Drumuri Europene |
| N137   | La Rochelle - Aytré | La Rochelle | E03 E601                     |
| D137   | Aytré - Rochefort   |             |                              |
| A837   | Rochefort - Saintes | Saintes     | E05 E603                     |